# Katima Mulilo

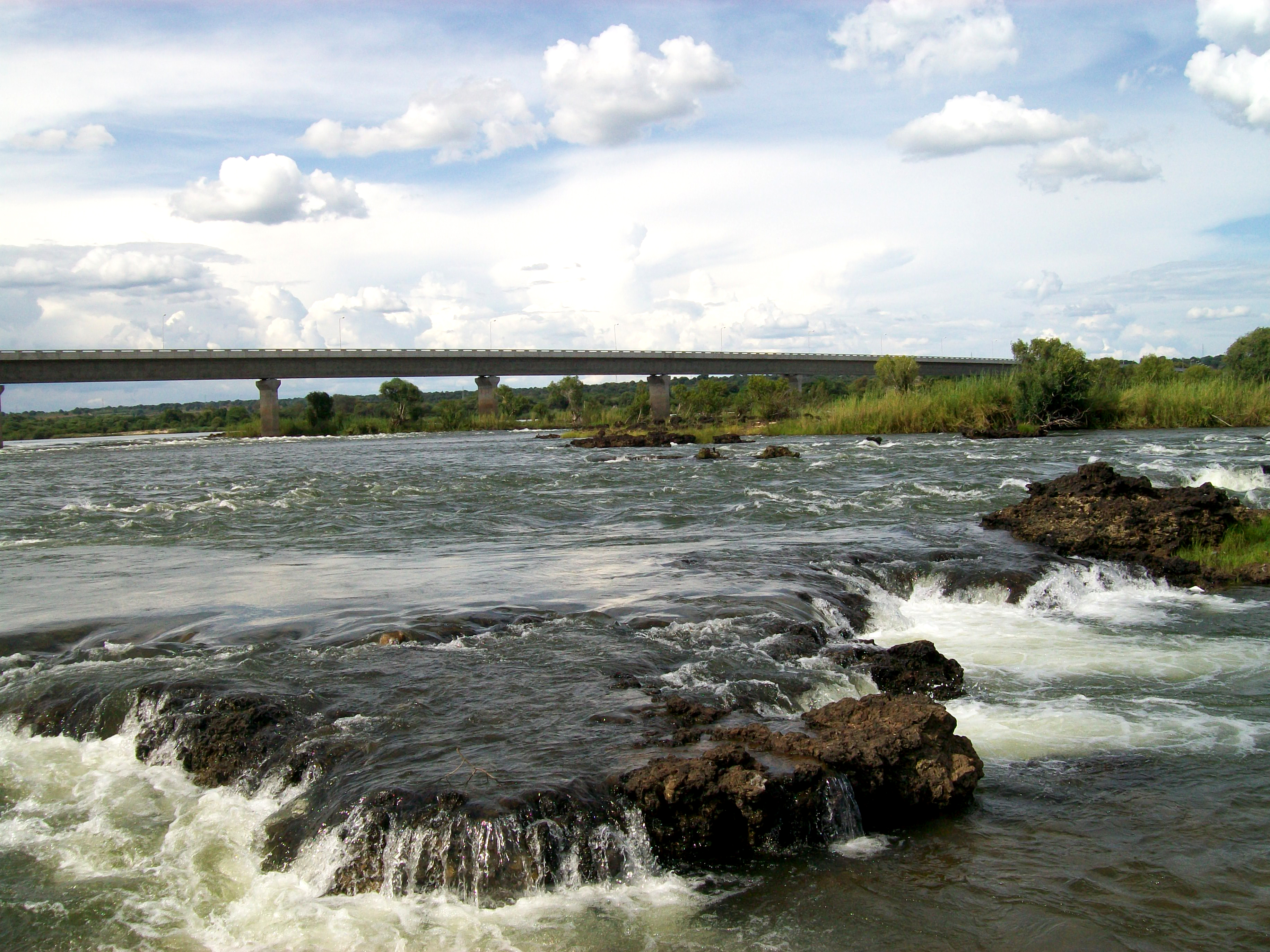
Zambezi floden med Katima Mulilo bron i bakgrunden.

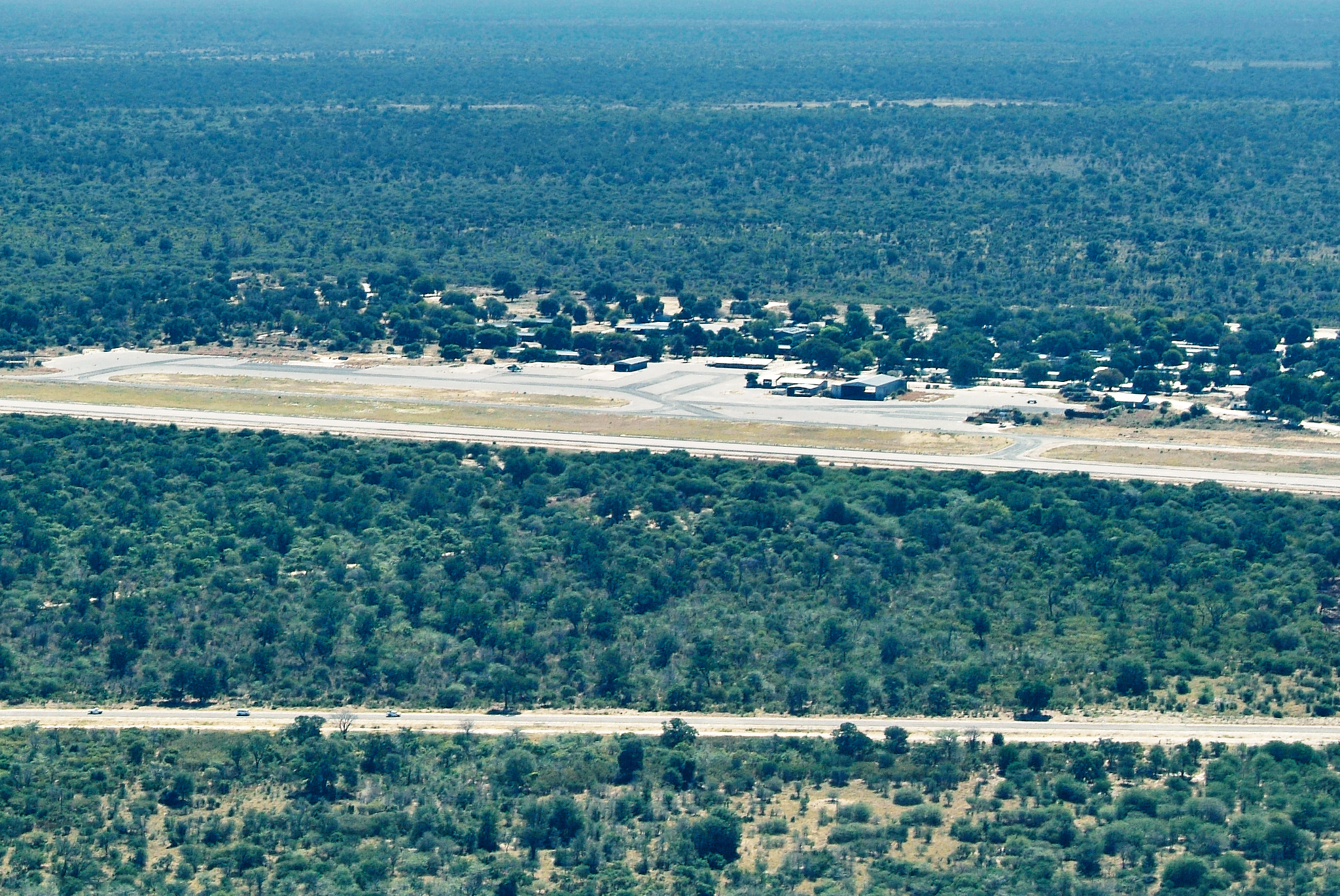
Katima Mulilos flygplats

Katima Mulilo är huvudstad i regionen Zambezi i Namibia. Staden har en yta på 33,4 km2, och den hade 28 362 invånare år 2011. Staden grundades 1935.